# Jírovice
Jírovice je vesnice v okrese Benešov, je součástí obce Bystřice. Nachází se asi 2,6 km na sever od Bystřice. Protéká tudy Mokrolhotský potok. Vesnicí prochází silnice II/114. Je zde evidováno 63 adres.  V katastrálním území Jírovice leží i části obce Hůrka, Jarkovice a Semovice.

## Název
Název Jírovice je podstatné jméno pomnožné. Správné skloňování je tedy Jírovice bez Jírovic.

## Historie
První písemná zmínka o vesnici pochází z roku 1416.
Za druhé světové války se ves stala součástí vojenského cvičiště Zbraní SS Benešov a její obyvatelé se museli 31. prosince 1943 vystěhovat.
V letech 1869–1950 k vesnici patřil Chvojen.